# Antimon-tetroxid
Az antimon-tetroxid az antimon egyik szervetlen oxidja. Képlete: Sb2O4.

## Előállítása, előfordulása
Ha antimon-trioxidot (Sb2O3) 800-900 °C-os levegőn hevítünk, Sb2O4 összetételű antimon-tetroxid keletkezik. A természetben is előfordul, mint antimonokker.

## Fizikai, kémiai tulajdonságai
Vízben gyakorlatilag oldhatatlan, színtelen anyag. Kénnel hevítve antimon-trioxiddá és kén-dioxiddá alakul, tehát oxidáló hatású. Sósavval szemben eléggé ellenálló. Hevítésre múlékonyan sárgára színeződik, de nem olvad meg. 1000°C felett azonban ismét oxigént veszít, és trioxiddá alakul vissza. Lúgok hatására antimonitek és antimonátok keverékét szolgáltatja, az antimon-tetroxidban tehát III és V vegyértékű antimont kell feltételeznünk.